# Kentarō Ishikawa
Kentarō Ishikawa (jap. 石川 健太郎 Ishikawa Kentarō; ur. 12 lutego 1970) – japoński piłkarz występujący na pozycji obrońcy.

## Kariera klubowa
Od 1993 do 1998 roku występował w klubie Kashiwa Reysol.